# Aulacoderus maderae
Aulacoderus maderae is een keversoort uit de familie snoerhalskevers (Anthicidae). De wetenschappelijke naam van de soort is voor het eerst geldig gepubliceerd in 1963 door Bonadona.